# Plotheia lichenoides
Plotheia lichenoides är en fjärilsart som beskrevs av Nietner 1861. Plotheia lichenoides ingår i släktet Plotheia och familjen trågspinnare. Inga underarter finns listade i Catalogue of Life.